# Гаи (Кировоградская область)
Гаи (укр. Гаї; до 2025 года — Южное) — посёлок в Кетрисановской сельской общине Кропивницкого района Кировоградской области Украины
Население по переписи 2001 года составляло 68 человек. Почтовый индекс — 27216. Телефонный код — 5257. Занимает площадь 0,201 км². Код КОАТУУ — 3520887004.
До 2020 года входил в состав Бобринецкого района
В июне 2025 года, постановлением Верховной Рады Украины посёлку было присвоено название Гаи